# Hanni El Khatib
Pour les articles homonymes, voir Khatib et HEK.
Hanni El Khatib, appelé encore HEK, est un musicien américain né le 8 juin 1981, chanteur-compositeur-interprète de rock basé à Los Angeles.

## Historique
D'origine palestinienne par son père et philippine par sa mère, Hanni El Khatib naît en 1981 à San Francisco, en Californie, ville où il grandit. Il pratique d'abord la musique comme un loisir tout en travaillant comme directeur artistique de la marque de vêtements pour amateurs de skateboard HUF, particulièrement appréciée des Californiennes, et des Californiens.
En 2010, il enregistre deux simples sur le label Innovative Leisure, appartenant au label indépendant Stones Throw Records. Il fait l'ouverture de Florence and the Machine.  Il se produit au South by Southwest festival, en mars 2011, et au Bonnaroo Music Festival en juin 2011. Son premier album, Will the Guns Come Out, sort en septembre 2011. Le mardi 11 octobre 2011, il fait la première partie de City and Colour à la Flèche d'or à Paris, puis, début décembre, aux  Transmusicales de Rennes,. 
En 2012, il effectue à nouveau une tournée en Europe en 2012, passant notamment à Paris en mars, à Rouen en juin pour inaugurer les Terrasses du jeudi puis aux Eurockéennes de Belfort, au Paléo Festival Nyon en juillet et à La Route du Rock en août. 
À Paris, il rencontre Dan Auerbach (guitariste et chanteur du groupe The Black Keys) avec qui il sympathise et qui produit en 2013 son second album dans un studio de Nashville,.
Des tournées sur le continent européen, incluant notamment le passage le 25 mai 2013 à Nîmes, le 29 mai à Paris, le 1er juin à Nantes, le 19 juillet à Benicàssim, le 20 juillet au festival des Vieilles Charrues, le 23 août au festival Rock en Seine, le 24 août au festival Le Cabaret Vert, puis à l'automne, le 13 novembre à Bordeaux, le 14 novembre à Ramonville, le 16 novembre à Marseille, le 20 novembre à Strasbourg, le 21 novembre à Lille, et le 23 novembre à La Rochelle ont eu lieu. Hanni El Khatib a été également invité par Johnny Hallyday, à faire la première partie du concert marquant le 70e anniversaire de celui-ci, sur la scène de Bercy les 13, 14 et 15 juin 2013.
Sa musique est utilisée dans différentes publicités ou opérations commerciales, pour des marques telles que Captain Morgan, Nike, et Nissan mais aussi pour la série télévisée de HBO Hung, la série Californication ou le film For a Good Time, Call.... En 2011, son titre Come Alive clôture le huitième épisode de la saison 3 de la série United States of Tara.  Et en 2013, pour le spot Audi lors du Super Bowl, avec le titre Can’t Win ‘Em All .
Le troisième album studio d'Hanni El Khatib, Moonlight, sort le 20 janvier 2015.
Le quatrième album studio d'Hanni El Khatib, Savage Times, sort le 31 mars 2017.

## Style et influences

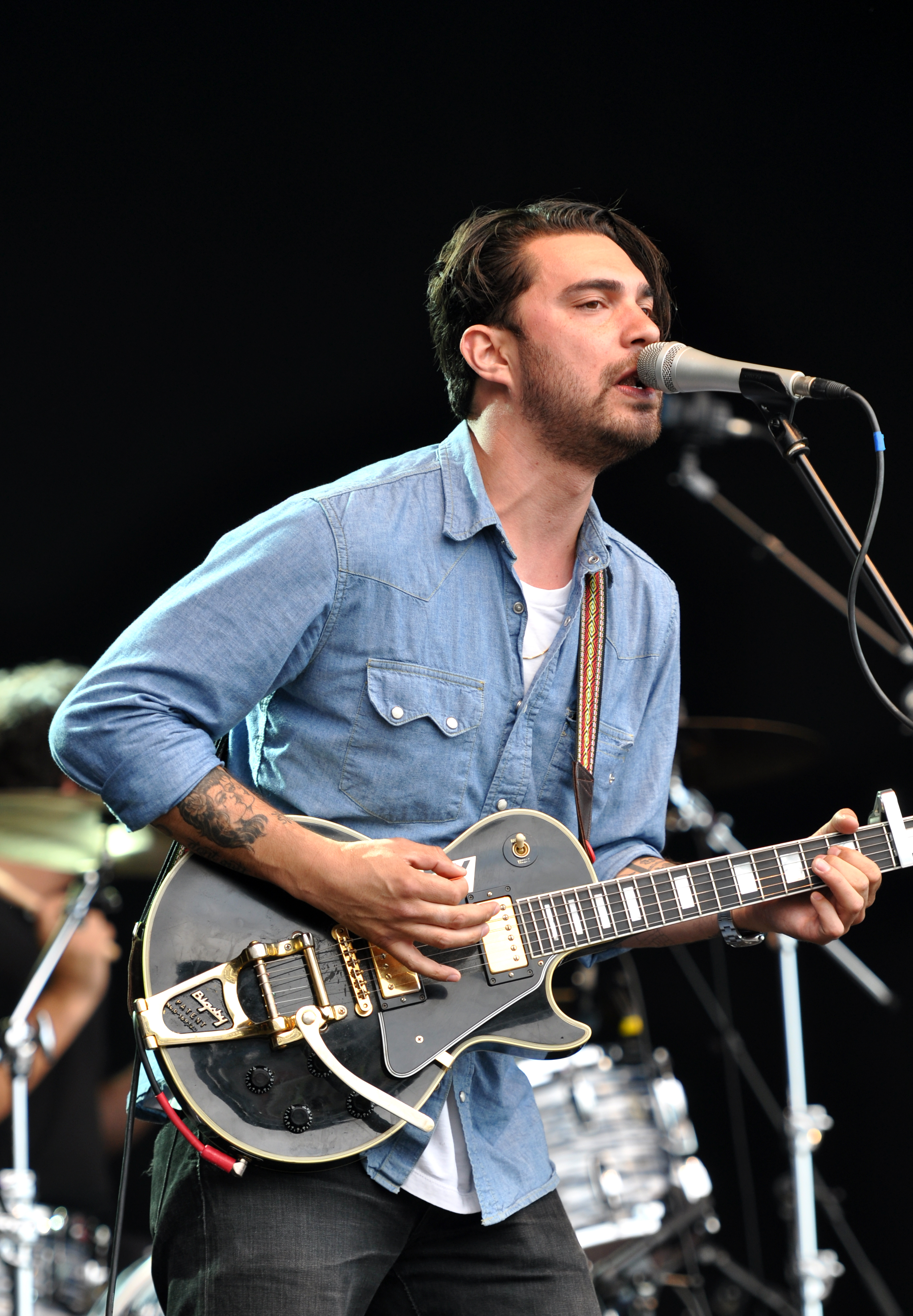
Hanni El Khatib 2013, Rock am Ring

Son style musical est un mélange de garage rock et de blues,. « Ma musique vient du vieux rock et peut être plus neuve que bien des albums à la mode » dit-il. Le premier disque,  Will the Guns Come Out, est clairement « brut de décoffrage ». Il est punk sur certains morceaux, soul sur d'autres, réinterprétant des classiques  tels Heartbreak Hotel joué avant lui par Elvis Presley notamment, ou You Rascal You (un morceau datant des années 1930 et que Serge Gainsbourg avait déjà actualisé et francisé avec Vieille Canaille). L'album « rayonne de sauvagerie et de sex-appeal » selon Le Monde, et il crée immédiatement une notoriété à son auteur, associé à une image décalée de rockeur aux tatouages rétro et aux cheveux gominés.
Le second album,  Head in the Dirt, est plus policé même si on retrouve cette énergie punk sur certains morceaux. L'influence de  Dan Auerbach y est manifeste, avec un son associant blues, groove et riffs cinglants. 

## Accompagnateurs
Durant ses concerts, HEK est accompagné depuis 2012 par le batteur Ron Marinelli, le bassiste Adrian Rodriguez  et par le guitariste Hayden Tobin (également au clavier) .